# مبدأ هاردي-واينبيرغ

مبدأ هاردي-واينبرغ بالنسبة لأليلين: المحور الأفقي يظهر تواتر الأليلين "p" و"q"، والمحور العامودي يظهر تواترات النمط الجيني. الخطوط الثلاثة تمثل الأنماط الجينية الممكنة.

مبدأ هاردي-واينبيرغ (بالإنجليزية: Hardy–Weinberg principle)‏، الذي يُعرف أيضاً بنموذج توازن هاردي-واينبيرغ أو قانون هاردي-واينبرغ ينص على أنَّ تواترات الألائل وتواترات النمط الجيني تبقى ثابتة في التجمع، هذا يعني أنها تكون في توازن عبر الأجيال إلا في حالة تدخل تأثيرات محددة أخرى تؤدي لخلل بذاك التوازن. وهذه التأثيرات تتضمن التزاوج غير العشوائي، الطفرات، الاصطفاء (الطبيعي والإصطناعي، الانحراف الوراثي، انسياب الجينات والصراعات داخل الجينوم. ولكن في واقع الأمر، دائماً يوجد على الأقل واحد من هذه التأثيرات في المجتمعات الحقيقية. أي أنَّ توازن هاردي-واينبيرغ هو حالة مثالية تزود قاعدة يُستند عليها عند تحديد أي من التغيرات يمكن تحليلها.
في صيغته الأبسط، في موقع محدد له أليلان يُشار لهما بالحروف A وa بتواتر f(A) = p وf(a) = q على الترتيب، يكون تواتر النمط الوراثيّ في ظل التزاوج العشوائيّ هو f(AA) = p2 لكل AA متماثل الزيجوت، وf(aa) = q2 لكل aa متماثل الزيجوت، وf(Aa) = 2pq لكل مغاير الزيجوت. في غياب الانتخاب الطبيعيّ والطفرات والانحراف الوراثيّ والقوى الأخرى، يكون تواتر الألائل p و q ثابتًا بين الأجيال، وبالتالي نصل إلى حالة التوازن.
يُسمى المبدأ بهذا الاسم تيمنًا بـ«غودفري هارولد هاردي» و«فيلهيلم واينبرغ»، اللذين صاغا هذا المبدأ رياضيًّا لأول مرة. ركزت ورقة هاردي على تعرية الرؤية الشائعة أن الأليل السائد سينتقل تلقائيًّا إلى الأجيال القادمة وسيزيد تواتره، أما الآن، فالارتباك بين السيادة والانتخاب أقل شيوعًا. تُستخدم اختبارات تواتر النمط الوراثيّ لـ«هاردي-واينبيرغ» اليوم لاختبار تصنيف الجماعات وغيرها من أشكال التزاوج غير العشوائيّ.

## الانحرافات عن توازن هاردي-واينبيرغ
يقوم توازن هاردي-واينبيرغ على سبع افتراضات كالتالي:
- أن الكائنات ثنائيّة الصيغة الصبغيّة
- أن التناسل يحدث جنسيًّا فقط
- أن التعميمات ليست متداخلة
- أن التزاوج يحدث بصورة عشوائيّة
- أن حجم جماعة الكائنات الحية كبير بصورة لامتناهيّة
- تواتر الألائل ثابت في الجنسين
- لا يوجد هجرة، أو تدفُّق جينيّ، أو امتزاج أو طفرات أو انتقاء

يُحدِث أي تغيُّر في افتراضات هاردي-واينبيرغ انحرافًا عن التوقعات. وتعتمد الطريقة التي تتأثر بها الجماعات على الطريقة التي تُنتهك بها تلك الافتراضات.
التزاوج العشوائيّ. ينصُّ مبدأ هاردي-واينبيرغ على أن الجماعات سيكون لها تواتر نمط وراثيّ معيَّن (يُسمى تناسب هاردي-واينبيرغ) بعد جيل واحد من التزاوج العشوائيّ خلال الجماعة. وعندما يُنتهك افتراض التزاوج العشوائيّ، لن يكون للجماعة تناسب هاردي-واينبيرغ. يُعتبر التوالد الداخليّ من الأسباب الشائعة للتزاوج غير العشوائيّ، حيث يسبب زيادة في تماثل الزيجوت لكل الجينات.
إذا انتهكت جماعة واحدة من الافتراضات الأربعة التالية، يمكن أن تستمر الجماعة في الاتصاف بتناسب هاردي-واينبيرغ لكل جيل، ولكن تواتر الأليل سيتغير عبر الزمن.
الانتقاء، في العموم، يُغيِّر من تواتر الألائل، بصورة متسارعة غالبًا. عندما يؤدي الانتقاء الموجَّه في النهاية إلى فقدان كل الألائل عدا الأليل المُفضَّل (إلا إذا كان أحد الألائل سائدًا، حينها ستنجو الألائل المتنحية بأعداد أقل)، تؤدي بعض أشكال الانتقاء، مثل الانتقاء التوازنيّ، إلى التوازن دون فقدان أي أليل.
سيكون للطفرات تأثيرٌ دقيقٌ للغاية على تواتر الأليل. تُقدَّر درجة مُعدَّل الطفرات بـ 10−4 إلى 10−8، وسيكون التغيُّر في تواتر الأليل، على الأرجح، بنفس الدرجة. ستؤدي الطفرات المتتالية إلى الحفاظ على الألائل في الجماعة، حتى إذا كان هناك انتقاء قوي ضدهم.
تربط الهجرة جماعتين أو أكثر من الكائنات مع بعضهم وراثيًّا. في العموم، سيكون تواتر الألائل متجانسًا بصورة متزايدة بين الجماعات. تشمل بعض نماذج الهجرة التزاوج غير العشوائيّ. ولن تكون نسب هاردي-واينبيرغ صالحة لهذه النماذج.
قد يسبب حجم الجماعة الصغيرة تغيُّرًا عشوائيًّا في تواتر الألائل. وذلك بسبب تأثير العينة، ويُسمى الانحراف الواراثيّ. تكون تأثيرات العينة مهمة للغاية عندما توجد الألائل بنسخ قليلة العدد.

## الارتباط بالجنس
عندما يكون الجين A مرتبطًا بالجنس، يحتوي الجنس مغاير الجاميت heterogametic sex (مثل ذكور الثديّيات وإناث الطيور) على نسخة واحدة من الجين (ويُسمى نصف زيجوت)، بينما يحتوي الجنس متماثل الجاميت (مثل إناث الإنسان) على نسختين. يكون تواتر النمط الوراثيّ عند التوازن هو p وq للجنس مغاير الجاميت ولكنه p2, 2pq وq2 للجنس متماثل الزيجوت.
على ى سبيل المثال، في البشر يكون عمى الألوان للأخضر والأحمر صفة متنحية مرتبطة بالكروموسوم إكس. في الرجال الأوروبيّين الغربيّين، تؤثر الصفة على 1 لكل 12، (q = 0.083) بينما تؤثر على 1 لكل 200 أنثى (0.005 مقارنة بـq2 = 0.007)، وهي قريبة جدًا من نسب هاردي-واينبيرغ.
إذا أحضرت الجماعة معًا بحيث يكون الذكور والإناث لهم تواتر ألائل مختلف في كل جماعة فرعية (الإناث والذكور)، فإن تواتر الأليل في جماعة الذكر في الجيل القادم سيتبع مثيله في جماعة الأنثى بسبب أن كل ابن يستقبل الكروموسوم إكس من الأم. تلتقي الجماعة عند التوازن بسرعة.

## التاريخ
أُعيد اكتشاف الوراثة المندليّة عام 1900، وظلت جدليّة إلى حد ما لعدة سنوات، حيث لم يكن معروفًا كيف كانت تسبب بعض السمات المستمرة. جادل أوندي يولي ضد المندليّة لأنه اعتقد أن الألائل السائدة ستزيد في الجماعات. أظهر ويليام كاستلي الأمريكيّ 1903 أنه بدون الانتقاء، سيظل تواتر النمط الوراثيّ ثابتًا. وجد كارل بيرسون 1903 وضعًا واحدًا للتوازن بقيم p = q = 0.5. قدَّم ريجنالد بونيت، كونه غير قادر على معارضة رأي يولي، تلك المشكلة إلى غ. هـ. هاردي، وهو رياضياتيّ برياطانيّ لعب معه الكريكيت. كان هاردي رياضياتيًّا بحتًا، وكان يكن احتقارًا للرياضيات التطبيقيّة.